# معايير التجارة
معايير التجارة هو الاسم الذي يُطلق على إدارات السلطة المحلية في المملكة المتحدة وكانت تعُرف سابقًا باسم الأوزان والمقاييس. في كثير من الأحيان، يتم تنفيذ مهام إنفاذ معايير التجارة لسلطة محلية من خلال جزء صغير من إدارة أكبر تفرض مجموعة كبيرة من التشريعات الأخرى مثل: الصحة البيئية والصحة والسلامة ومنح التراخيص، وغير ذلك. وتتحقق هذه الإدارات المنظمات التجارية التي تتاجر خارج نطاق القانون أو بطرق غير أخلاقية. وتحاول معالجة المخالفات من خلال تقديم المشورة أو اتخاذ إجراءات إنفاذ رسمية.

## معلومات تاريخية
كانت هذه الإدارات تسمى في الأصل باسم إدارات الأوزان والمقاييس لأن وظيفتها الأساسية كانت تتمثل في الحفاظ على سلامة الأوزان والمقاييس التجارية من خلال إجراء الفحوصات الروتينية على المعدات والبضائع. وتم تخصيص قوانين أخرى لها بمرور الوقت.

## الوظيفة
تتعامل المعايير الآن مع مسائل أكثر تنوعًا في إطار مجموعة كبيرة من القوانين والأوامر وقواعد الممارسة، على النحو الذي تبينه الحكومة المركزية ووكالة المعايير الغذائية ومكتب التجارة العادلة. وتشمل هذه القوانين حماية المستهلك من لوائح التجارة غير العادلة 2008 وقانون حماية المستهلك 1987 وقانون الائتمان الاستهلاكي 1974 وقانون سلامة الغذاء 1990 ونظام تحديد الأسعار 2004. وتشمل الأولويات الأخيرة منع مبيعات السلع المقلدة ومبيعات التبغ والكحول للمشترين دون السن المسموح والعمل على منع استغلال المستهلكين الضعفاء عن طريق الاحتيال والقيام بجرائم على أبواب المنازل.